# Grande Prêmio do Cinema Brasileiro 2008
O Grande Prêmio do Cinema Brasileiro de 2008  foi a sétima edição do Grande Otelo, organizada pela Academia Brasileira de Cinema, pela primeira vez tendo como patrocinadora a empresa de telecomunicações Vivo.  O evento foi realizado no Vivo Rio, no dia 15 de abril de 2008 premiando os profissionais e filmes lançados comercialmente entre 1º de julho de 2006 e 31 de dezembro de 2007. 
Neste edição da premiação, novas categorias foram incluídas, como melhor efeito especial, melhor montagem de documentário e melhor longa-metragem de animação. A premiação foi apresentada por Drica Moraes e Vladimir Brichta e teve como filme mais premiado o longa Tropa de Elite, com 9 estatuetas, porém, perdendo na categoria de Melhor Longa-Metragem de Ficção para O Ano em que Meus Pais Saíram de Férias.
O artista homenageado da noite foi o ator e comediante Renato Aragão, por sua dedicação ao cinema infantil.

## Vencedores e indicados
Os nomeados para a 7ª edição foram anunciados pela Academia Brasileira de Cinema em 12 de março de 2008. 
Os vencedores estão em negrito.
| Melhor Longa-Metragem de Ficção | Melhor Direção |
| --- | --- |
| - O Ano em que Meus Pais Saíram de Férias – Cao Hamburger, Fabiano Gullane, Caio Gullane, Daniel Filho, Fernando Meirelles, produtores - Baixio das Bestas – Cláudio Assis, Júlia Moraes, Julia de Morais, João Vieira Jr., produtores - O Céu de Suely – Walter Salles, Maurício Andrade Ramos, Hengameh Panahi, Thomas Häberle, Peter Rommel, produtores - O Cheiro do Ralo – Matias Mariani, Joana Mariani, Marcelo Doria, Rodrigo Teixeira, Marcelo Araujo, produtores - Tropa de Elite – Marcos Prado, José Padilha, produtores | - José Padilha – Tropa de Elite - Beto Brant e Renato Ciasca – Cão sem Dono - Cao Hamburger – O Ano em que Meus Pais Saíram de Férias - João Moreira Salles – Santiago - Karim Aïnouz – O Céu de Suely |
| Melhor Atriz | Melhor Ator |
| - Hermila Guedes – O Céu de Suely como Hermila/Suely - Andrea Beltrão – Jogo de Cena como ela mesma - Carla Ribas – A Casa de Alice como Alice - Dira Paes – Baixio das Bestas como Bela - Patricia Pillar – Zuzu Angel como Zuzu Angel | - Wagner Moura – Tropa de Elite como Capitão Nascimento - João Miguel – Mutum como pai. - Lázaro Ramos – Ó Pai, Ó como Roque - Marco Ricca – A Via Láctea como Heitor - Matheus Nachtergaele – Baixio das Bestas como Everardo - Selton Mello – O Cheiro do Ralo como Lourenço |
| Melhor Atriz Coadjuvante | Melhor Ator Coadjuvante |
| - Sílvia Lourenço – O Cheiro do Ralo como viciada - Alice Braga – O Cheiro do Ralo como nova garçonete - Hermila Guedes – Baixio das Bestas como Dora - Marcelia Cartaxo – Baixio das Bestas como Ceiça - Simone Spoladore – O Ano em que Meus Pais Saíram de Férias como Beatriz Gadelha | - Milhem Cortaz – Tropa de Elite como Capitão Fábio Barbosa - Caio Blat – O Ano em que Meus Pais Saíram de Férias como Ítalo - Daniel de Oliveira – Zuzu Angel como Stuart Angel - Germano Haiut – O Ano em que Meus Pais Saíram de Férias como Shlomo - João Miguel – O Céu de Suely como João |
| Melhor Roteiro Original | Melhor Roteiro Adaptado |
| - O Ano em que Meus Pais Saíram de Férias – Claudio Galperin, Cao Hamburger, Bráulio Mantovani e Anna Muylaert - A Casa de Alice – Chico Teixeira, Júlio Maria Pessoa, Sabina Anzuategui e Marcelo Gomes - Jogo de Cena – Eduardo Coutinho - Saneamento Básico, o Filme – Jorge Furtado - Tropa de Elite – José Padilha, Rodrigo Pimentel e Bráulio Mantovani | - O Cheiro do Ralo – Heitor Dhalia e Marçal Aquino, baseado no livro O Cheiro do Ralo de Lourenço Mutarelli - Batismo de Sangue – Dani Patarra e Helvecio Ratton, baseado no livro Batismo de Sangue de Frei Betto - Cão Sem Dono – Marçal Aquino, Beto Brant e Renato Ciasca, baseado no romance Até o Dia em Que o Cão Morreu de Daniel Galera - Mutum – Ana Luiza Martins Costa e Sandra Kogut baseado na novela Campo Geral de João Guimarães Rosa - Ó Pai, Ó – Monique Gardenberg, baseado na peça Ó Pai, Ó criada por Márcio Meirelles |
| Melhor Longa-Metragem Animação | Melhor Longa-Metragem Documentário |
| - Wood & Stock: Sexo, Orégano e Rock'n'Roll – Otto Guerra - Brichos – Paulo Munhoz - Turma da Mônica em uma Aventura no Tempo – Mauricio de Sousa | - Santiago – João Moreira Salles - Cartola - Música Para os Olhos – Lírio Ferreira e Hilton Lacerda - Estamira – Marcos Prado - Fabricando Tom Zé – Décio Matos Júnior - Jogo de Cena – Eduardo Coutinho |
| Melhor Longa-Metragem Estrangeiro | Melhor Fotografia |
| - A Vida dos Outros ( Alemanha) – Florian Henckel von Donnersmarck - A Culpa é do Fidel ( França) – Julie Gavras - Babel ( Estados Unidos) – Alejandro G. Iñárritu - Os Infiltrados ( Estados Unidos) – Martin Scorsese - Pequena Miss Sunshine – ( Estados Unidos) Valerie Faris e Jonathan Dayton - Volver ( Espanha) – Pedro Almodóvar | - Tropa de Elite – Lula Carvalho - O Ano em Que Meus Pais Saíram de Férias – Adriano Goldman - O Cheiro do Ralo – José Roberto Eliezer - O Céu de Suely – Walter Carvalho - Santiago – Walter Carvalho |
| Melhor Direção de Arte | Melhores Efeitos Especiais |
| - O Ano em que Meus Pais Saíram de Férias – Cassio Amarante - O Cheiro de Ralo – Guta Carvalho - O Céu de Suely – Marcos Pedroso - Tropa de Elite – Tulé Peak - Zuzu Angel – Marcos Flaksman | - Tropa de Elite – Phil Neilson, Bruno Van Zeebroeck - Cidade dos Homens – André Waller - Mutum – Mauricio Couto Bevilaqua - O Cheiro do Ralo – Kapel Furman - Saneamento Básico, o Filme – Fiapo Barth |
| Melhor Figurino | Melhor Maquiagem |
| - Zuzu Angel – Kika Lopes - Noel: Poeta da Vila – Bia Salgado - O Ano em que Meus Pais Saíram de Férias – Cristina Camargo - O Céu de Suely – Marcos Pedroso - Tropa de Elite – Cláudia Kopke | - Tropa de Elite – Martín Macías Trujillo - Batismo de Sangue – Vavá Torres - O Ano em que Meus Pais Saíram de Férias – Anna Van Steen - O Céu de Suely – Marcos Freire - Zuzu Angel – Martín Macías Trujillo |
| Melhor Montagem Ficção | Melhor Montagem Documentário |
| - Tropa de Elite – Daniel Rezende - Baixio das Bestas – Karen Harley - O Ano em que Meus Pais Saíram de Férias – Daniel Rezende - O Céu de Suely – Jair Peres e Pedro Becker - O Cheiro do Ralo – Isabela Monteiro de Castro e Tina Baz | - Santiago – Karen Harley - Estamira – Tuco - Jogo de Cena – Jordana Berg - Person – Sérgio Mekler e Cristina Amaral - Pro Dia Nascer Feliz – João Jardim, Renata Baldi e Joana Ventura |
| Melhor Som | Melhor Trilha Sonora |
| - Tropa de Elite – Leandro Lima, Alessandro Laroca e Armando Torres Jr. - O Ano em que Meus Pais Saíram de Férias – Romeu Quinto, Alessandro Laroca e Armando Torres Jr. - O Cheiro do Ralo – Guilherme Ayrosa, Alessandro Laroca e Armando Torres Jr. - O Céu de Suely – Leandro Lima, Waldir Xavier e Branko Neskov - Santiago – Jorge Saldanha, Aloysio Compasso e Denilson Campos - Zuzu Angel – Márcio Câmara, Miriam Biderman e Rodrigo de Noronha                                                                             | - Cartola - Música Para os Olhos – Cartola - O Ano em Que Meus Pais Saíram de Férias – Beto Villares - O Cheiro do Ralo – Apollo Nove - O Céu de Suely – Berna Ceppas e Alexandre Kamal Kassin - Tropa de Elite – Pedro Bromfman |
| Melhor Curta-Metragem Documentário | Melhor Curta-Metragem Animação |
| - A Cidade e o Poeta – Luelane Corrêa - Cora Coralina - O Chamado das Pedras – Waldir Pina de Barros - Frequência Hanói – Daniel Lisboa e Diego Lisboa - Infernos – Frederico Machado - Saba – Gregorio Graziosi e Thereza Menezes | - Vida Maria – Marcio Ramos - Até o Sol Raiá – Fernando Jorge e Leanndro Amorim - O Jumento Santo e a Cidade que Acabou Antes de Começar – Leonardo Domingues e William Paiva - Tyger – Guilherme Marcondes - Yansan – Carlos Eduardo Nogueira |
| Melhor Curta-Metragem Ficção | |
| - Beijo de Sal – Felipe Barbosa - Paralelos – Alexandre Basso - Saliva – Esmir Filho - Satori Uso – Rodrigo Grota - Severa Romana – Bio Souza, Sue Pavão e Rael Hélyan | |

### Votos Populares
- Melhor Longa-Metragem Ficção: Tropa de Elite, de José Padilha
- Melhor Longa-Metragem Estrangeiro: Pequena Miss Sunshine ( Estados Unidos), de Valerie Faris e Jonathan Dayton
- Melhor Filme Feito Para Celular: Putz, de Jonathas Ferreira e Everton de Oliveira Lima

### Filmes com mais indicações e prêmios
| Indicações | Filme                                   |
| ---------- | --------------------------------------- |
| 13         | Tropa de Elite                          |
| 13         | O Ano em que Meus Pais Saíram de Férias |
| 11         | O Cheiro do Ralo                        |
| 11         | O Céu de Suely                          |
| 6          | Baixio das Bestas                       |
| 6          | Zuzu Angel                              |
| 5          | Santiago                                |
| 4          | Jogo de Cena                            |
| 3          | Mutum                                   |

| Vitórias | Filme                                   |
| -------- | --------------------------------------- |
| 9        | Tropa de Elite                          |
| 3        | O Ano em que Meus Pais Saíram de Férias |
| 2        | O Cheiro do Ralo                        |
| 2        | Santiago                                |